# Alba Baptista
Pour les articles homonymes, voir Baptista.
Alba Baptista, née le 10 juillet 1997 à Lisbonne, est une actrice portugaise.
Amanhã é um Novo Dia est sa première expérience au cinéma. Elle a par la suite joué dans plusieurs courts métrages, mais également dans des longs métrages et séries télévisées. La série Netflix Warrior Nun marque ses débuts en langue anglaise et permet de la dévoiler à la scène internationale.

## Biographie

### Jeunesse
Née à Lisbonne en 1997, Alba Baptista est la benjamine d'une fratrie de trois enfants ; elle a un frère, Benjamin Pereira Baptista (né en 1986), et une sœur, Ana Luisa Baptista (née en 1991). Son papa, Luiz Baptista, est un spécialiste du génie mécanique brésilien, tandis que sa maman, Elsa Baptista, est une traductrice professionnelle portugaise. Alba Baptista est scolarisée dans une école allemande à Lisbonne durant sa jeunesse.  

### Carrière
En 2012, Alba Baptista commence sa carrière d'actrice dans le court métrage Amanhã é um Novo Dia de Raquel Pinheiro.
En 2014, elle apparaît dans le court métrage Miami de Simão Cayatte, pour lequel son interprétation lui vaut le prix de meilleure actrice au Festival Ibérico de ciné.
En 2017 elle est à l'affiche du film Leviano de Justin Amorim. Le film ne passe pas inaperçu puisqu'il est présenté en avant-première au Festival de Cannes.
En 2019, elle est apparue dans le film Patrick, le premier film du réalisateur Gonçalo Waddington. Le film a été présenté en avant-première au Festival de San Sebastian.
En mars 2019, on confirme l'engagement d'Alba Baptista dans le rôle principal pour la série télévisée Warrior Nun, sa première série en langue anglaise, diffusée en juillet 2020 sur Netflix, faisant ainsi d'Alba la première protagoniste portugaise d'une série sur le plateforme.
En 2020, elle est la fille de Mme Lopes dans le film américano-portugais Fatima de Marco Pontecorvo, ayant pour thème des apparitions mariales de Fátima.
Le 10 septembre 2020, sort sur la chaine Youtube de GQ Portugal, le court-métrage "Change", réalisé par Justin Amorim et Alba Baptista. Elle interprète le rôle principal aux côtés des frères Salvador Gil et Vicente Gil. Le court métrage « Change », est tiré du manifeste mondial de GQ, « Change is Good » (le changement est bon).
Début 2022, on l'a retrouve dans le drame historique franco-portugais, L'Enfant de Marguerite de Hillerin et Félix Dutilloy-Liégeois, dans lequel elle interprète le personnage de Branca.
En 2022, elle incarne Natasha, égérie Dior des années 50 dans le film Une Robe pour Mrs. Harris. Elle joue aux côtés des acteurs Isabelle Huppert, Lambert Wilson et de l'actrice nommée aux Oscars, Lesley Manville.
Alba Baptista reste fidèle à ses racines portugaises, en 2023, on l'a retrouve dans le film d'horreur Amelia's Children de Gabriel Abrantes et dans le drame Dulcinea du réalisateur Artur Serra Araujo.
En 2023, elle joue le rôle principal dans le court-métrage de science-fiction, FLITE de Tim Webber. Le court-métrage remporte plusieurs prix.
Fin novembre 2024, il est annoncé qu'Alba rejoint le casting du film live action Voltron des Studios Amazon MGM. Le film est basé sur la série animée du même nom, sortie dans les années 80. Elle jouera aux côtés d'Henry Cavill, Sterling K.Brown, Rita Ora et John Kim. Le tournage du film devrait débuter en décembre 2024 en Australie.
En 2025 on retrouvera Alba Baptista à l'affiche du film Mother Mary de David Lowery, produit par le studio A24. Elle partagera également l'écran avec Samara Weaving dans le film Borderline de Jimmy Warden. Elle jouera aussi dans le film Bodyhackers de Carlos Concerção, attendu pour 2025.
Alba Baptista a été annoncé au casting du prochain film de Justin Amorim intitulé Cartas Que Me Foram Devolvidas. Le film est basé sur le poète portugais Antonio Botto. Le tournage aura lieu en 2025.

### Vie privée
Le 9 septembre 2023, Alba Baptista épouse l'acteur américain Chris Evans, son compagnon depuis 2021, lors d'une cérémonie intime dans une propriété privée à Cap Cod dans le Massachusetts. Les participants ont été invités à signer des accords de confidentialité et les téléphones ont été confisqués avant la cérémonie. La liste des invités comprendrait plusieurs acteurs de l'univers Marvel, dont Robert Downey Jr. et sa femme Susan Downey, Chris Hemsworth et sa femme Elsa Pataky, ainsi que Jeremy Renner.
Lors d'une apparition au New York Comic Con en octobre 2023, Evans a révélé que le couple avait en fait eu deux cérémonies de mariage, une à Cap Cod et une seconde au Portugal.
Ils vivent actuellement entre les États-Unis et le Portugal. Après deux ans de recherche, Chris Evans et Alba Baptista ont acheté une maison à Lisbonne, dans le quartier de Lapa en mars 2024.

## Filmographie

### En tant qu’actrice

#### Cinéma

##### Longs métrages
- 2018 : Leviano de Justin Amorim : Carolina Paixão
- 2018 : Linhas de Sangue (pt) de Manuel Pureza et Sérgio Graciano : Elsa Schneider
- 2018 : Caminhos Magnétykos d'Edgar Pêra : Catarina
- 2019 : Imagens Proibidas de Hugo Diogo : Catarina
- 2019 : Patrick de Gonçalo Waddington : Marta Rodrigues
- 2020 : Fatima de Marco Pontecorvo : la fille de Mme Lopez
- 2022 : L'Enfant de Marguerite de Hillerin et Félix Dutilloy-Liégeois : Branca
- 2022 : Une robe pour Mrs. Harris de Anthony Fabian : Natasha
- 2023 : Amelia's Children : Amelia jeune

##### Prochainement
- TBA : Mother Mary de David Lowery
- 2025 : Borderline de Jimmy Warden : Penny
- à venir : Bodyhackers de Carlos Conceição : Stephanie[19]

##### Courts métrages
- 2012 : Amanhã é um Novo Dia de Raquel Pinheiro
- 2014 : Miami de Simão Cayatte : Raquel
- 2017 : Tudo o Que Imagino de Leonor Noivo
- 2018 : Flutuar d'Artur Serra Araújo
- 2018 : Equinócio d'Ivo Ferreira
- 2018 : Summerfest de Maria Hespanhol : Laura
- 2018 : Nero de Pedro Afonso Gomes : Clara
- 2020 : Change de Justin Amorim et Alba Baptista
- 2023 : FLITE de Tim Webber : Stevie

#### Télévision

##### Téléfilm
- 2022 : Dulcineia d'Artur Serra Araújo[20]

##### Séries télévisées
- 2014-2015 : Jardins Proibidos (pt) : Inês Correia (telenovela ; 310 épisodes)
- 2016-2017 : La Vengeance de Veronica (Impostora) : Beatriz Varela (telenovela ; 340 épisodes)
- 2017 : Filha da Lei (pt) : Sara (20 épisodes)
- 2017 : Madre Paula (pt) : Ana (13 épisodes)
- 2017 : A Criação (pt) : Ratinha (10 épisodes)
- 2017 : Sim, Chef! (pt) : Sónia (saison 2, épisode 20 : A Cereja no Topo do Bolo)
- 2017-2018 : Jogo Duplo (pt) : Leonor Neves (telenovela ; 268 épisodes)
- 2018 : País Irmão (pt) : la femme divine (saison 1, épisode 18)
- 2020 - 2022 : Warrior Nun : Ava Silva (18 épisodes)

### En tant que réalisatrice

#### Court métrage
- 2020 : Change (coréalisatrice)

### En tant que productrice / productrice exécutive

#### Court métrage
- 2020 : Change (productrice exécutive)

## Distinctions

### Récompenses
- Portuguese Film Academy Prémios Nico 2019 : Lauréate du Prix Prémio Nico.
- 2019 : Prémios Fantastic de la meilleure révélation pour Leviano (2018).
- Berlin International Film Festival 2021 : Lauréate du Prix Shooting Stars.
- 2021 : Prémios Fantastic de la meilleure actrice pour Warrior Nun (2020-).
- 2021 : Prémios Fantastic de la meilleure actrice dans un second rôle pour Patrick.

### Nominations
- 2016 : CinEuphoria Awards (es) de la meilleure actrice dans un court-métrage pour Miami (2014).
- 2016 : CinEuphoria Awards de la meilleure actrice dans un court-métrage pour Miami (2014).
- 2018 : Coimbra Caminhos do Cinema Português de la meilleure distribution pour Leviano (2018) partagée avec Diana Marquês Guerra, Anabela Teixeira et Mikaela Lupu.
- 2019 : CinEuphoria Awards de la meilleure actrice dans un second rôle pour Leviano (2018).
- 2019 : CinEuphoria Awards de la meilleure distribution pour Caminhos Magnétykos (2018) partagée avec Marina Albuquerque, Iris Cayatte, António Durães, Albano Jerónimo, Ney Matogrosso, Dominique Pinon, Paulo Pires et Ângelo Torres.
- 2020 : Golden Globes (Portugal) de la meilleure actrice pour Warrior Nun (2020-).
- 2020 : CinEuphoria Awards de la meilleure actrice dans un second rôle pour Patrick (2019).
- 2020 : CinEuphoria Awards de la meilleure distribution pour Patrick (2019) partagée avec Adriano Carvalho, Hugo Fernandes, Carla Maciel et Teresa Sobral.
- 2021 : Golden Globes (Portugal) de la meilleure actrice pour Warrior Nun (2020-).